# True Blood
True Blood es una serie de televisión de terror de fantasía oscura estadounidense producida y creada por Alan Ball y basado en The Southern Vampire Mysteries, una serie de novelas de Charlaine Harris.
La serie gira en torno a Sookie Stackhouse (Anna Paquin), una camarera telépata que vive en la ciudad rural de Bon Temps, Luisiana. Dos años después de la invención de una sangre sintética llamada «True Blood», los vampiros pueden «salir del ataúd» y permitir que su presencia sea conocida por la humanidad. Ahora están luchando por la igualdad de derechos y la asimilación, mientras que las organizaciones anti-vampiros comienzan a ganar poder. El mundo de Sookie da un giro cuando se enamora del vampiro Bill Compton (Stephen Moyer) de 173 años, y por primera vez debe navegar las pruebas, las aflicciones y los terrores de la intimidad y las relaciones.
La serie se emitió en HBO, en los Estados Unidos, y fue producido por HBO en asociación con la productora de Ball, Your Face Goes Here Entertainment. La serie se estrenó el 7 de septiembre de 2008 y concluyó el 24 de agosto de 2014, con siete temporadas y 80 episodios. Las primeras cinco temporadas recibieron críticas altamente positivas, y ambas nominaciones y victorias para varios premios, incluyendo un Golden Globe y un Emmy.

## Argumento

### Primera temporada: 2008
El misterio principal de la primera temporada se refiere a los asesinatos de mujeres relacionadas con el hermano de Sookie, Jason. Maudette Pickens y Dawn Green fueron estranguladas poco después de haber estado a solas con él. Aunque el detective Bellefleur tiene pocas dudas de que Jason es el asesino, el sheriff de la ciudad no lo sospecha. La abuela de Sookie es asesinada poco después. Después de los asesinatos, Jason se vuelve adicto a la sangre de vampiro y tiene una relación corta con otra adicta, Amy Burley, que termina cuando ella también es asesinada. La temporada también se centra en la relación de Sookie con Bill, y la de Sam con la amiga de Sookie, Tara. Bill le explica las reglas de ser un vampiro a Sookie y, después de matar a un vampiro para defenderla, se ve obligado a «convertir» a una joven llamada Jessica en un vampiro como castigo. La inmadura Jessica queda bajo el cuidado de Bill y comienza a crecer como vampiro y como persona. Al final, se revela que el prometido de Arlene Fowler, Rene Lenier, ha estado matando a mujeres que se asocian con vampiros. Además, en realidad es un hombre llamado Drew Marshall que creó una identidad falsa, completa con un falso acento cajún. La temporada termina con el descubrimiento de un cuerpo en el auto del detective Andy Bellefleur en el estacionamiento de Merlotte.

### Segunda temporada: 2009
La segunda temporada se centra en dos tramas principales. La primera indaga en la desaparición de un sheriff vampiro de la Zona 9 de 2000 años de edad llamado Godric. Para encontrarlo Eric consigue la ayuda de Sookie y Bill en la búsqueda de su creador en Dallas. Sus caminos se cruzan con Jason en su intento de descubrir el significado de su vida con la Comunidad del Sol, que es en realidad una iglesia dedicada a luchar contra los vampiros con unos medios muy poco ortodoxos. La segunda trama se refiere a la ménade Maryann, quien visita Bon Temps después de que Tara atrajera su atención al final de la primera temporada al intentar eliminar un demonio de su interior con la ayuda de una estafadora que se hacía pasar por sacerdotisa de vudú. Maryann es una persona del pasado de Sam y conocedora de su verdadera identidad como cambia formas que pone a todo el pueblo patas arriba con sus poderes; buscaba a Sam para ofrendarlo a su Dios, y fue durante el sacrificio que Sam y Bill logran asesinarla. Al final de la temporada, Bill le propone matrimonio a Sookie, pero es secuestrado antes de que ella aceptara.

### Tercera temporada: 2010
La tercera temporada sigue libremente la trama de la tercera novela de The Southern Vampire Mysteries, Club Dead, e introduce a los hombres lobo en la mitología de la serie. También presenta a los personajes de Russell Edgington, el Rey Vampiro de Misisipi, y su investigador privado, Franklin Mott, además de algunos personajes de la cuarta novela, Dead to the World: Crystal Norris, su familia de hombres pantera de la aldea Hot shot, y la hada madrina de Sookie, Claudine. La trama transcurre en torno al secuestro de Bill por parte del rey de Misisipi para lograr la corona de Luisiana mediante matrimonio, y el descubrimiento de la verdadera naturaleza de Sookie como una de las últimas supervivientes de la raza de las hadas, siendo este último un elemento de la trama principal de la octava novela, From Dead to Worse.

### Cuarta temporada: 2011
Según la tendencia de la serie cada temporada se relaciona con el libro correspondiente, por ello la cuarta temporada sigue de una forma u otra la trama de brujas de la novela Muerto para el mundo. En la cual con la llegada de Eric (el cual no recuerda nada), Sookie lo mantiene escondido en su casa por un pasadizo secreto que él creó al comprar la casa de esta. Mientras, Bill lo busca desesperadamente pero no sabe que Marnie (con la ayuda de una antigua bruja llamada Antonia Gavilán quien tomó su cuerpo para vengarse de los vampiros) está haciendo sufrir a los vampiros.

### Quinta temporada: 2012
El 28 de julio de 2011 se renovó la serie para una quinta temporada, que comenzó en el verano de 2012. Consta de 12 episodios y está basada en el quinto libro Más muerto que nunca de la serie The Southern Vampire Mysteries. Se estrenó el 10 de junio de 2012. Alan Ball firmó un contrato por varios años con HBO en julio de 2011, pero solo accedió a producir la quinta temporada.

### Sexta temporada: 2013
La sexta temporada se estrenó el 16 de junio de 2013. Consta de 10 capítulos y está vagamente basada en Definitivamente muerta, tomando elementos de los libros siguientes. Tras los acontecimientos ocurridos en la sede de La Autoridad, todo el mundo está temeroso de Bill y en lo que se ha convertido. Sookie debe hacer frente a su destino cuando Warlow llega a Bon Temps para hacer válido el contrato, mientras Eric, Pam, Tara, Jessica y el resto de la comunidad de vampiros son perseguidos y sus derechos les son revocados y Bill debe encontrar la manera de salvarlos de la muerte verdadera.

### Séptima temporada: 2014
El 15 de julio de 2013, la serie fue renovada para una séptima temporada, que se estrenó el 22 de junio de 2014. El 3 de septiembre se dio a conocer que esta sería la última temporada de la serie.

## Elenco y personajes

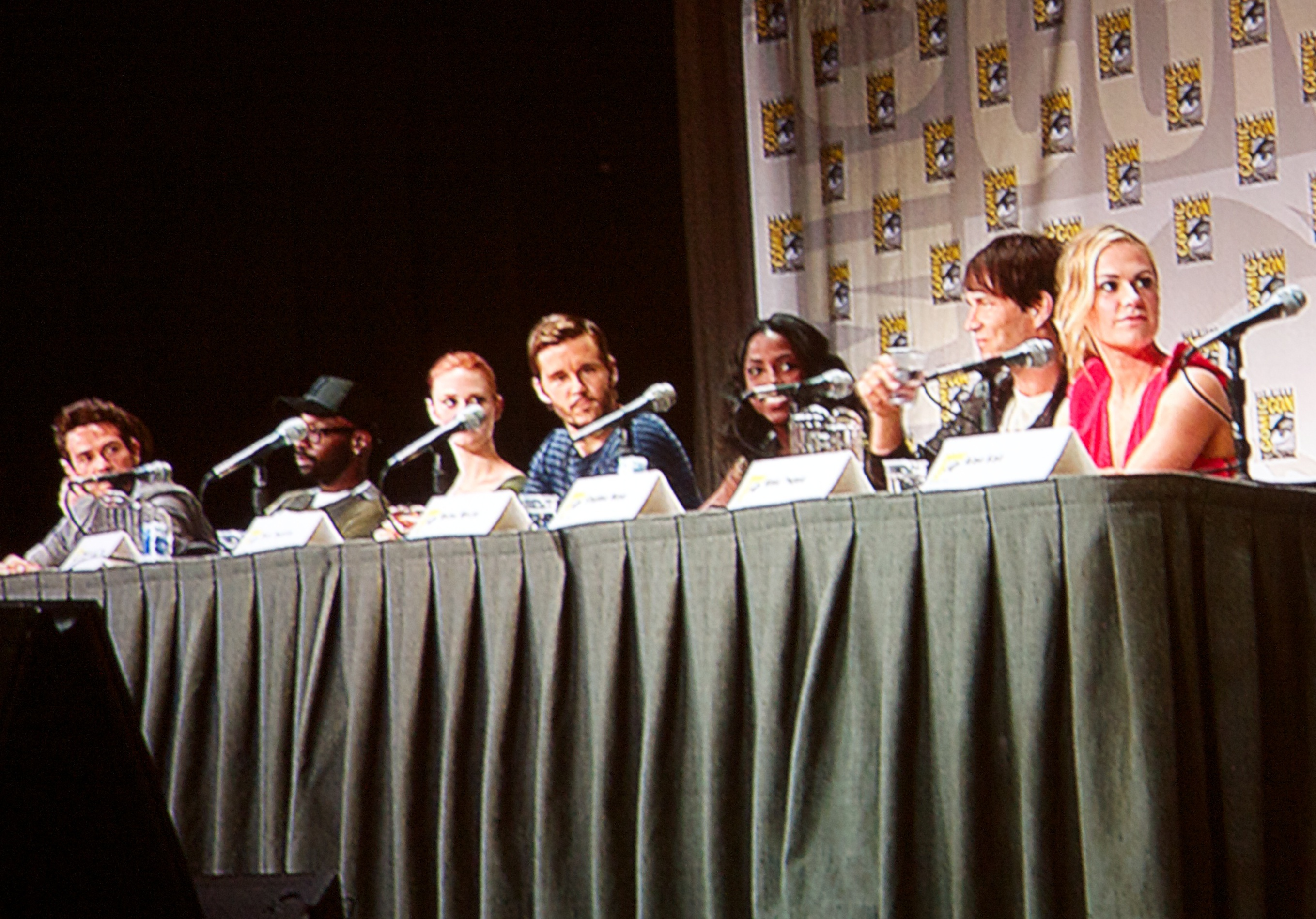
Parte del elenco de True Blood en la Comic-Con 2011.

True Blood emplea un amplio reparto compuesto por personajes centrales regulares y un grupo rotativo de personajes de apoyo no permanentes. Aunque la serie se basa en la ciudad ficticia de Bon Temps, Luisiana, un número notable de actores que forman parte del elenco son originarios de fuera de los Estados Unidos. En una entrevista, Ball explicó que no buscó intencionalmente actores «no estadounidenses», pero estaba dispuesto a ir a cualquier parte que necesitaba con el fin «para encontrar al actor que dé vida al personaje». Ball continuó explicando que, en el reparto, había más énfasis en quién representaría al personaje de una manera convincente en lugar de quién se parecería físicamente a los personajes del libro. Notando que hay una clara diferencia entre los personajes y las historias representadas en True Blood y los que se muestran en The Southern Vampire Mysteries, él describió a Harris como muy comprensivo en términos de cómo su trabajo estaba siendo reinterpretado.

### Principales
| Actor                      | Rol                         | Temporadas | Temporadas | Temporadas | Temporadas | Temporadas | Temporadas | Temporadas |
| Actor                      | Rol                         | 1          | 2          | 3          | 4          | 5          | 6          | 7          |
| -------------------------- | --------------------------- | ---------- | ---------- | ---------- | ---------- | ---------- | ---------- | ---------- |
| Anna Paquin                | Sookie Stackhouse           | Principal  | Principal  | Principal  | Principal  | Principal  | Principal  | Principal  |
| Stephen Moyer              | Bill Compton                | Principal  | Principal  | Principal  | Principal  | Principal  | Principal  | Principal  |
| Sam Trammell               | Sam Merlotte                | Principal  | Principal  | Principal  | Principal  | Principal  | Principal  | Principal  |
| Ryan Kwanten               | Jason Stackhouse            | Principal  | Principal  | Principal  | Principal  | Principal  | Principal  | Principal  |
| Chris Bauer                | Andy Bellefleur             | Principal  | Principal  | Principal  | Principal  | Principal  | Principal  | Principal  |
| Alexander Skarsgård        | Eric Northman               | Principal  | Principal  | Principal  | Principal  | Principal  | Principal  | Principal  |
| Deborah Ann Woll           | Jessica Hamby               | Recurrente | Principal  | Principal  | Principal  | Principal  | Principal  | Principal  |
| Kristin Bauer van Stranten | Pam Swynford de Beaufort    | Recurrente | Recurrente | Principal  | Principal  | Principal  | Principal  | Principal  |
| Rutina Wesley              | Tara Thornton               | Principal  | Principal  | Principal  | Principal  | Principal  | Principal  | Invitado   |
| Nelsan Ellis               | Lafayette Reynolds          | Principal  | Principal  | Principal  | Principal  | Principal  | Principal  | Principal  |
| Jim Parrack                | Hoyt Fortenberry            | Principal  | Principal  | Principal  | Principal  | Principal  |            | Principal  |
| Carrie Preston             | Arlene Fowler Bellefleur    | Principal  | Principal  | Principal  | Principal  | Principal  | Principal  | Principal  |
| Michael Raymond-James      | Rene Lenier / Drew Marshall | Principal  |            | Recurrente | Invitado   |            |            |            |
| William Sanderson          | Bud Dearborne               | Principal  | Principal  | Principal  |            | Invitado   |            |            |
| Lynn Collins               | Dawn Green                  | Principal  |            |            |            |            |            |            |
| Lois Smith                 | Adele Stackhouse            | Principal  |            |            | Invitado   |            |            | Invitado   |
| Adina Porter               | Lettie Mae Daniels          | Principal  | Recurrente | Recurrente | Invitado   | Invitado   | Invitado   | Principal  |
| Lizzy Caplan               | Amy Burley                  | Principal  |            |            |            |            |            |            |
| Stephen Root               | Eddie Fournier              | Principal  | Invitado   |            |            |            |            |            |
| Jessica Tuck               | Nan Flanagan                | Recurrente | Invitado   | Recurrente | Principal  |            |            | Invitado   |
| Todd Lowe                  | Terry Bellefleur            | Recurrente | Principal  | Principal  | Principal  | Principal  | Principal  | Invitado   |
| Mariana Klaveno            | Lorena Krasiki              | Invitado   | Principal  | Principal  |            | Invitado   |            |            |
| Michael McMillian          | Reverendo Steve Newlin      | Recurrente | Principal  | Invitado   | Invitado   | Principal  | Principal  | Invitado   |
| Tara Buck                  | Ginger                      | Invitado   | Recurrente | Recurrente | Recurrente | Invitado   | Recurrente | Principal  |
| Michelle Forbes            | Maryann Forrester           | Invitado   | Principal  |            |            |            |            |            |
| Mehcad Brooks              | Benedict "Huevo" Talley     | Invitado   | Principal  |            |            |            |            |            |
| Anna Camp                  | Sarah Newlin                |            | Principal  |            |            |            | Principal  | Principal  |
| Kevin Alejandro            | Jesus Velasquez             |            |            | Principal  | Principal  | Recurrente |            |            |
| Marshall Allman            | Tommy Mickens               |            |            | Principal  | Principal  |            |            |            |
| Denis O'Hare               | Russell Edgington           |            |            | Principal  |            | Principal  |            |            |
| Lindsay Pulsipher          | Crystal Norris              |            |            | Principal  | Recurrente |            |            |            |
| Joe Manganiello            | Alcide Herveaux             |            |            | Recurrente | Principal  | Principal  | Principal  | Principal  |
| Lauren Bowles              | Holly Cleary                |            |            | Recurrente | Principal  | Principal  | Principal  | Principal  |
| Gregg Daniel               | Reverendo Daniels           |            |            | Invitado   | Invitado   |            | Recurrente | Principal  |
| Janina Gavankar            | Luna Garza                  |            |            |            | Principal  | Principal  | Invitado   |            |
| Fiona Shaw                 | Marnie Stonebrook           |            |            |            | Principal  |            |            |            |
| Scott Foley                | Patrick Devins              |            |            |            | Invitado   | Principal  |            |            |
| Lucy Griffiths             | Nora Gainesborough          |            |            |            |            | Principal  | Principal  |            |
| Christopher Meloni         | Roman Zimojic               |            |            |            |            | Principal  |            |            |
| Valentina Cervi            | Salome Agrippa              |            |            |            |            | Principal  |            |            |
| Aaron Christian Howles     | Rocky Cleary                |            |            |            |            | Invitado   | Recurrente | Principal  |
| Noah Matthews              | Wade Cleary                 |            |            |            |            | Invitado   | Recurrente | Principal  |
| Kelly Overton              | Rikki Naylor                |            |            |            |            | Recurrente | Principal  |            |
| Robert Patrick             | Jackson Herveaux            |            |            |            |            | Recurrente | Principal  | Invitado   |
| Jurnee Smollett-Bell       | Nicole Wright               |            |            |            |            |            | Principal  | Principal  |
| Rutger Hauer               | Niall Brigant               |            |            |            |            |            | Principal  | Invitado   |
| Arliss Howard              | El Gobernador               |            |            |            |            |            | Principal  |            |
| Robert Kazinsky            | Macklyn Warlow              |            |            |            |            |            | Principal  |            |
| Amelia Rose Blaire         | Willa Burrell               |            |            |            |            |            | Recurrente | Principal  |
| Luke Grimes Nathan Parsons | James Kent                  |            |            |            |            |            | Recurrente | Principal  |
| Bailey Noble               | Adilyn Bellefleur           |            |            |            |            |            | Recurrente | Principal  |
| Karolina Wydra             | Violet Mazurski             |            |            |            |            |            | Recurrente | Principal  |
| Allan Hyde                 | Godric                      |            |            |            |            |            |            |            |

## Episodios
| Temporada | Temporada | Episodios | Episodios | Emisión original        | Emisión original         |
| Temporada | Temporada | Episodios | Episodios | Primera emisión         | Última emisión           |
| --------- | --------- | --------- | --------- | ----------------------- | ------------------------ |
|           | 1         | 12        | 12        | 7 de septiembre de 2008 | 23 de noviembre de 2008  |
|           | 2         | 12        | 12        | 14 de junio de 2009     | 13 de septiembre de 2009 |
|           | 3         | 12        | 12        | 13 de junio de 2010     | 22 de septiembre de 2010 |
|           | 4         | 12        | 12        | 26 de junio de 2011     | 11 de septiembre de 2011 |
|           | 5         | 12        | 12        | 10 de junio de 2012     | 26 de agosto de 2012     |
|           | 6         | 10        | 10        | 16 de junio de 2013     | 18 de agosto de 2013     |
|           | 7         | 10        | 10        | 22 de junio de 2014     | 24 de agosto de 2014     |

## Producción

### Desarrollo
El creador de la serie Alan Ball había trabajado anteriormente con HBO en Six Feet Under, que se desarrolló durante cinco temporadas. En octubre de 2005, luego de que se finalizara Six Feet Under, Ball firmó un acuerdo de dos años con HBO para desarrollar y producir programación original para la cadena. True Blood se convirtió en el primer proyecto bajo el acuerdo, después de que Ball conociera los libros de Charlaine Harris Southern Vampire Mystery. Un día, temprano para una cita dental, Ball estaba navegando por una librería de Barnes & Noble y se encontró con Dead Until Dark (2001), la primera entrega de la serie de Harris. Leyó las entradas que siguieron y se interesó en «llevar la visión [de Harris] a la televisión». Sin embargo, Harris ya tenía otras dos opciones de adaptación para los libros. Sin embargo, dijo que optó por trabajar con él, porque «[Ball] realmente me 'entendió'. Así fue como me convenció para que lo acompañara. Sentí que entendía lo que estaba haciendo con los libros».
El proyecto del piloto de una hora de duración se ordenó simultáneamente con la finalización del acuerdo de desarrollo mencionado anteriormente, y fue escrito, dirigido y producido por Ball. Paquin, Kwanten y Trammell se unieron en febrero de 2007 y Moyer más tarde en abril. El piloto se rodó a mediados de 2007 y se ordenó oficialmente para una serie en agosto, momento en el que Ball ya había escrito varios episodios más. La producción de la serie comenzó más tarde ese otoño, con Brook Kerr, quien interpretó a Tara Thornton en el piloto original, reemplazada por Rutina Wesley. Dos episodios más de la serie habían sido filmados antes de que la Huelga de guionistas en Hollywood de 2007-2008 cerrara la producción de la primera temporada de 12 episodios hasta febrero de 2008. Ese septiembre, después de que solo los primeros dos episodios de la serie se hubieran emitido, HBO realizó un pedido para una segunda temporada de 12 episodios, cuya producción está programada para comenzar en enero de 2009 para un estreno de verano.

### Secuencia de apertura
La secuencia de apertura de True Blood' se compone de representaciones ubicadas en Deep South, y junto a la canción «Bad Things» de Jace Everett, aunque la combinación original se creó alrededor de la canción «RadTimesXpress» de Jennifer Herrema (Royal Trux).
Conceptualmente, la secuencia se construyó en torno a la idea de «la zorra en la casa de oracion» mediante la combinación de imágenes contradictorias de sexo, violencia y religión, y mostrándolas desde el punto de vista de «una criatura sobrenatural y depredadora observando a los seres humanos desde las sombras». También se exploran ideas de redención y perdón, y así la secuencia avanza de la mañana a la noche y culmina en una bautismo.
La secuencia de apertura fue creada por la compañía de cine independiente Digital Kitchen. La secuencia también presenta imágenes y temas de muerte y renacimiento; el círculo de la vida. Se puede ver una venus atrapamosca envolviendo a una rana, mientras que la cabeza de un zorro podrido se acelera para revelar gusanos que se alimentan del cadáver. El renacimiento también se reconoce a través de la imagen de una mujer «limpiada» de sus pecados en un lago, así como de una bendición del Reverendo y posiblemente realizando un exorcismo en un miembro de su congregación.
Algunas de las imágenes utilizadas en la secuencia se filmaron en el lugar. Luego, Digital Kitchen realizó un viaje de cuatro días a Luisiana para filmar, también se realizaron tomas en una iglesia de Chicago, en un escenario y en un bar de Seattle.
En la edición de la apertura, los marcos individuales se salpicaron con gotas de sangre. Sin embargo, las transiciones de la secuencia se construyeron de manera diferente; fueron hechos con una técnica de transferencia en una Polaroid. El último fotograma de una toma y el primero de otro se tomaron como una sola foto Polaroid, que luego se dividió entre emulsión y soporte. Luego se filmó la emulsión y luego se separó con productos químicos, y esas tomas de esta separación se colocaron nuevamente en la edición final.
Ocho tipos de letra diferentes, inspirados en las señales de tráfico del sur, también se crearon manualmente para los créditos del elenco y el equipo, así como el título de la serie.
En una edición de 2010 de TV Guide, la secuencia de títulos de apertura de la serie se ubicó en el número 5 en una lista de las 10 secuencias de créditos principales de TV, según lo seleccionado por los lectores.

### Música
Gary Calamar, quien supervisa la música de la serie, dijo que su objetivo para la banda sonora de la serie es crear algo «pantanoso, blues y espeluznante» y presentar a músicos locales de Luisiana. Los álbumes de la banda sonora de True Blood han ganado dos veces nominaciones en los Grammy Awards.
El compositor Nathan Barr escribe el score original de la serie, que incluye el violonchelo, la guitarra, el piano preparado, y la armónica de cristal, entre otros instrumentos, todos los cuales él mismo realiza. El tema principal es «Bad Things» del artista de música country, Jace Everett, de su debut homónimo en 2005.
Elektra/Atlantic Records lanzó una banda sonora de True Blood el 19 de mayo de 2009, el mismo día del lanzamiento del DVD y Blu-ray de la primera temporada. El score original de Barr para True Blood fue lanzada en un CD bajo el sello discográfico Varèse Sarabande el 8 de septiembre de 2009. La segunda banda sonora de True Blood fue lanzada el 25 de mayo de 2010, para coincidir con el estreno de la tercera temporada en junio. El tercer volumen se lanzó el 6 de septiembre de 2011, unos días antes del final de la cuarta temporada.
Los títulos de los episodios individuales de la serie llevan el nombre de las canciones que aparecen en los episodios, que generalmente se escuchan durante los créditos finales. El título generalmente indica algo sobre los eventos que se desarrollarán a lo largo del episodio dado. Por ejemplo, el episodio diez de la cuarta temporada se titula «Burning Down the House», y los créditos finales presentan una versión cover de la clásica canción de Talking Heads interpretada por The Used.

### Comparaciones a los derechos LGBT
La lucha por la igualdad de los vampiros en True Blood se ha interpretado como una alegoría del movimiento de derechos LGBT. Charlaine Harris, autora de la saga literaria en la que se basa el programa, afirmó que su caracterización inicial para los vampiros era como «...una minoría que intentaba obtener los mismos derechos». Varias frases de la serie se toman prestadas y se adaptan a las expresiones utilizadas contra y sobre las personas LGBT, como «Dios odia los vampiros» (Dios odia los gays) y «Salir del ataúd» (salir del closet).
De Entertainment Weekly, Ken Tucker escribió que la serie se basa «en una serie de metáforas: los derechos de los vampiros defienden los derechos de los homosexuales, y ahora las risas inteligentes provocadas por esta chica vampiresa representan un extremo de la rebelión adolescente». David Bianculli de NPR escribió, «True Blood es grande en la alegoría, y la tensión de aceptar vampiros en la sociedad es un juego obvio sobre los derechos civiles en general, y los derechos de los homosexuales en particular». Sin embargo, el creador de la serie, Alan Ball, que es gay, ha declarado que tal comparación es perezosa y posiblemente homofobica; y Lauren Gutterman del Centro de Estudios Lésbicos y Gays ha expresado su preocupación de que el programa podría perpetuar los estereotipos negativos de los homosexuales como desviados.

## Recepción

### Índices de audiencia

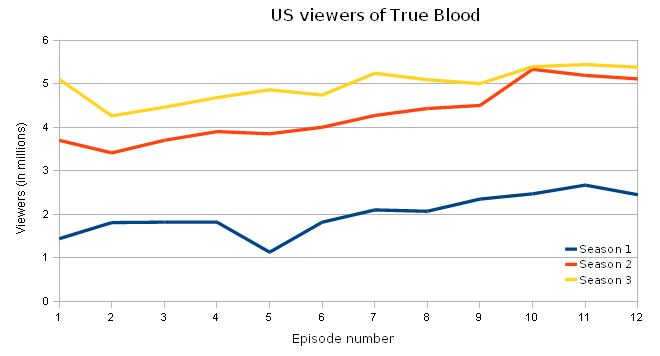
Gráfico de los Estados Unidos con las cifras de las primeras tres temporadas de True Blood.

El primer episodio de True Blood debutó en un modesto 1.44 millones de espectadores en comparación con los estrenos de dramas pasados de la cadena, como Big Love que se estrenó con 4.56 millones, y John from Cincinnati que debutó con 3.4 millones. Sin embargo, a fines de noviembre de 2008, 6.8 millones a la semana estaban observando: esta cifra incluía visitas repetidas y bajo demanda. La audiencia de final de temporada fue de 2.4 millones.
El estreno de la segunda temporada de la serie (14 de junio de 2009) fue visto por 3.7 millones, lo que lo convierte en el programa más visto en HBO desde el final de la serie de The Sopranos. El número total de espectadores para el estreno de la temporada, incluida la repetición nocturna, fue de 5.1 millones.
El décimo episodio de la segunda temporada (23 de agosto de 2009) fue visto por 5.3 millones de espectadores, un nuevo récord para la serie. El final de la segunda temporada (13 de septiembre de 2009) fue visto por 5.1 millones de espectadores. Un promedio de 12.4 millones a la semana vieron la segunda temporada.
El noveno episodio de la cuarta temporada (21 de agosto de 2011) estableció un nuevo récord con 5.53 millones de espectadores, lo que lo convierte en el episodio más visto hasta la fecha.
True Blood es la serie más vista de HBO desde The Sopranos. La serie fue declarado el octavo programa con la calificación más alta durante los primeros diez años por IMDb.com Pro (2002–2012).
| Temporada | Horario (ET/PT) | # Ep. | Inicio                  | Inicio                               | Final                    | Final                              | Año  | Espectadores (en millones) |
| Temporada | Horario (ET/PT) | # Ep. | Fecha                   | Espectadores iniciales (en millones) | Fecha                    | Espectadores finales (en millones) | Año  | Espectadores (en millones) |
| --------- | --------------- | ----- | ----------------------- | ------------------------------------ | ------------------------ | ---------------------------------- | ---- | -------------------------- |
| 1         | Domingos 9:00pm | 12    | 7 de septiembre de 2008 | 1.44                                 | 23 de noviembre de 2008  | 2.45                               | 2008 | 2.00                       |
| 2         | Domingos 9:00pm | 12    | 14 de junio de 2009     | 3.70                                 | 13 de septiembre de 2009 | 5.11                               | 2009 | 4.28                       |
| 3         | Domingos 9:00pm | 12    | 13 de junio de 2010     | 5.10                                 | 12 de septiembre de 2010 | 5.38                               | 2010 | 4.97                       |
| 4         | Domingos 9:00pm | 12    | 26 de junio de 2011     | 5.42                                 | 11 de septiembre de 2011 | 5.05                               | 2011 | 4.97                       |
| 5         | Domingos 9:00pm | 12    | 10 de junio de 2012     | 5.20                                 | 26 de agosto de 2012     | 5.05                               | 2012 | 4.67                       |
| 6         | Domingos 9:00pm | 10    | 16 de junio de 2013     | 4.52                                 | 18 de agosto de 2013     | 4.12                               | 2013 | 4.24                       |
| 7         | Domingos 9:00pm | 10    | 22 de junio de 2014     | 4.03                                 | 24 de agosto de 2014     | 4.04                               | 2014 | TBA                        |